# 英那河

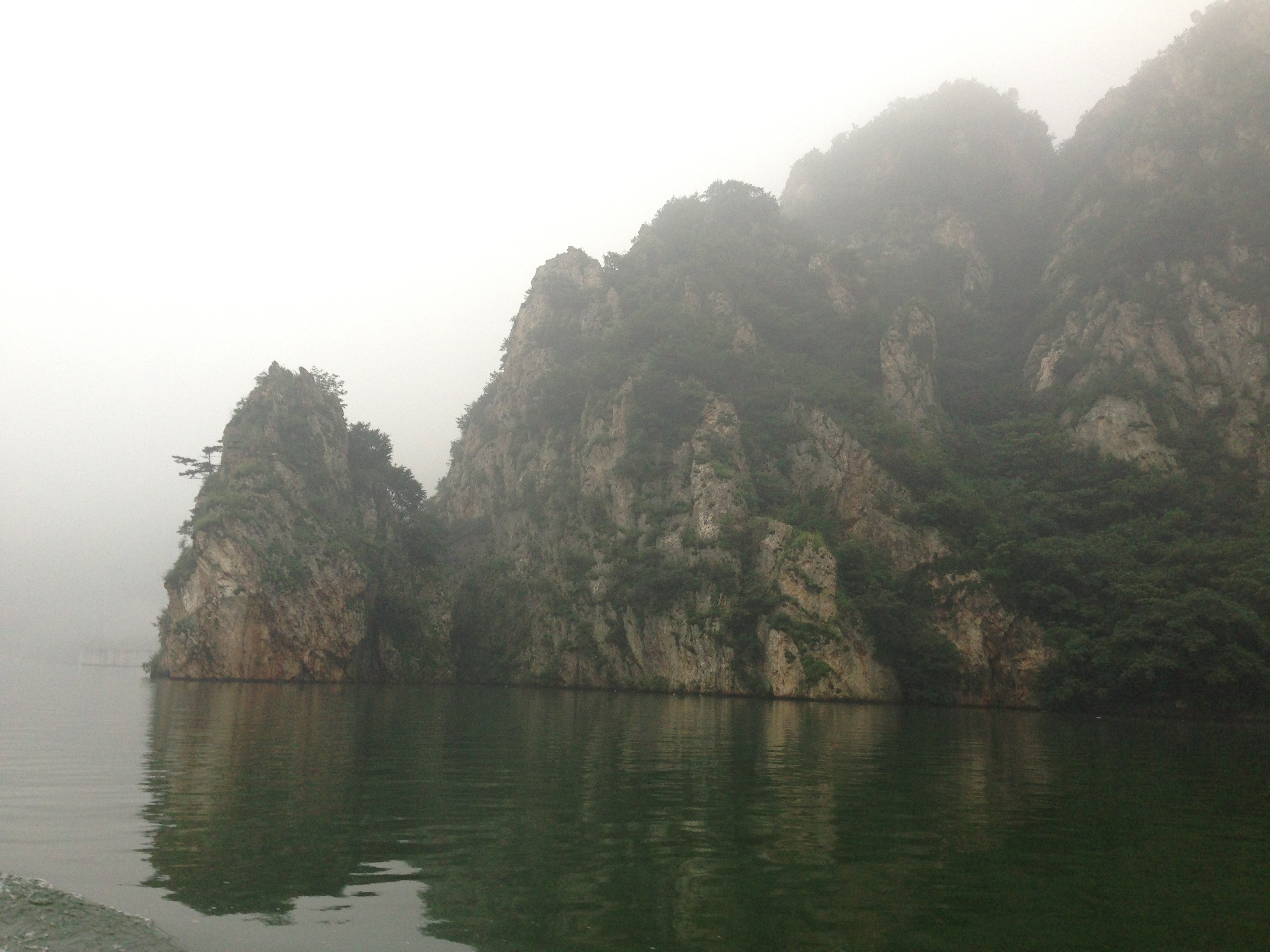
冰峪沟公园附近河段。

英那河，位于中华人民共和国辽宁省南部的一条河流，发源于岫岩满族自治县龙潭镇鹿圈村老北沟，向南流经庄河市仙人洞镇天门山村（三道沟）、二道河村、马道口村、冰峪沟国家地质公园、李洞村、英那河水库、大营镇、吴炉镇等地，最后于黑岛镇蔡家村以东注入黄海青堆子湾。河流全长95千米，流域面积1004平方千米，河道平均比降2.31‰，年均径流量4.51亿立方米。英那河流域农业发达，盛产优质稻米、柞蚕茧，河口海产丰富。